# La Montagne noire (Holmès)
Pour les articles homonymes, voir La Montagne noire.
La Montagne noire est un drame lyrique en quatre actes et cinq tableaux d'Augusta Holmès de 1884, créé en 1895.

## Contexte historique
Augusta Holmès compose La Montagne noire à partir de 1883 sur un livret de sa propre main. Elle est prédite pour être un grand succès par Édouard Dujardin. L'histoire est inspirée d'une coutume orientale qui consiste à unir deux hommes par le serment de se considérer comme frères quitte à sacrifier sa vie pour l'autre. C'est sur ce sujet que s'axe le drame dont la partie passionnelle rappelle celle de Carmen.

## Création
L'œuvre est créée à l'Opéra de Paris le 8 février 1895. La mise en scène est faite par Alexandre Lapissida, le chef de chant est Édouard Mangin et le chef de chœurs L. Delahaye, les chorégraphies par Joseph Hansen, les décors de Marcel Jambon, les costumes par Charles Bianchini.

## Personnages
| Rôle | Voix          | Création, 8 février 1895 (chef d'orchestre : Paul Taffanel)                   |
| --- | ------------- | ----------------------------------------------------------------------------- |
| Yamina | soprano       | Lucienne Bréval                                                               |
| Mirko | ténor         | Albert Alvarez                                                                |
| Dara | mezzo-soprano | Meyrianne Heglon                                                              |
| Aslar | baryton       | Maurice Renaud                                                                |
| Héléna | soprano       | Lucy Berthet                                                                  |
| Le père Sava | basse         | André Gresse                                                                  |
| Chefs des Monténégrins                                                                                                 |               | Douaillier, Gallois, Chancelier, Laurent, Devriès, Pallanti, Idrac, Desnoyers |
| Une almée |               | Torri                                                                         |
| Guerriers monténégrins, joueurs de guzla, hommes et femmes du peuple, femmes turques, danseuses, jeunes esclaves turcs |               | Chœurs                                                                        |

## Résumé

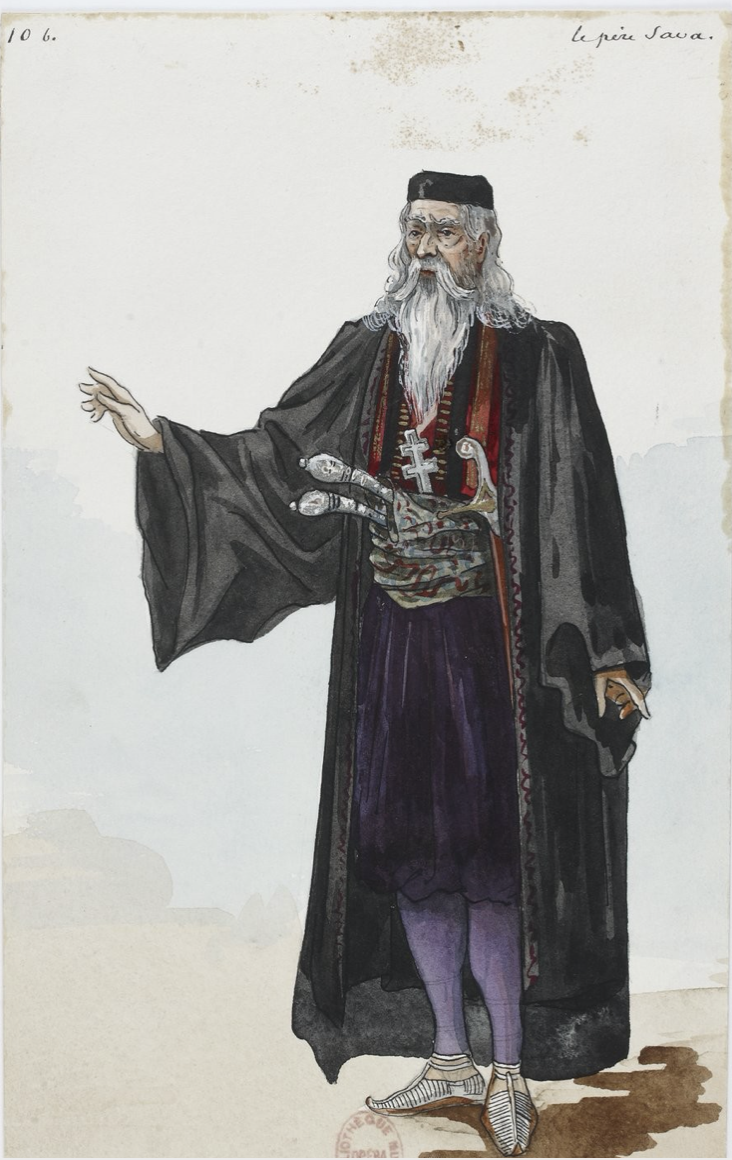
Le père Sava, maquette de costume pour l'opéra La Montagne noire, par Charles Bianchini

L'action se déroule en 1657 au Monténégro, puis dans un village à la frontière turque.

### Acte I
L'acte I se passe dans des ruines fortifiées dans la montagne. À l'issue d'une guerre terrible entre le Monténégro et la Turquie, l'un des vainqueurs monténégrins, Mirko, a été proclamé frère d'armes du brave Aslar. Le prêtre les unit au pied des saints autels, et pour reconnaître cet honneur, Aslar a juré de veiller sur le corps et sur l'âme de Mirko. Celui-ci doit épouser une jeune paysanne, Héléna. Au milieu de l'allégresse générale, une femme, poursuivie par des soldats, fait irruption. Elle est turque et s'appelle Yamina. La foule, la prenant pour une espionne, veut la mettre à mort. Mirko, frappé de sa beauté, intercède pour elle, non sans lui avoir fait avouer qu'elle est courtisane et qu'elle suivait dans les combats les fils du Prophète. Sur la prière de Mirko, Dara, sa mère, la prend pour esclave. L'acte se termine sur un chœur de buveurs. 

### Acte II
L'acte II se déroule dans un village dans la montagne. Au second acte, les beaux yeux de Yamina et ses poses provocantes ont achevé leur œuvre. Mirko, fou d'amour pour l'étrangère, reste sourd aux supplications de sa fiancée. Les deux amants s'enfuient pendant qu'Héléna les dénonce à la vindicte publique. 

### Acte III

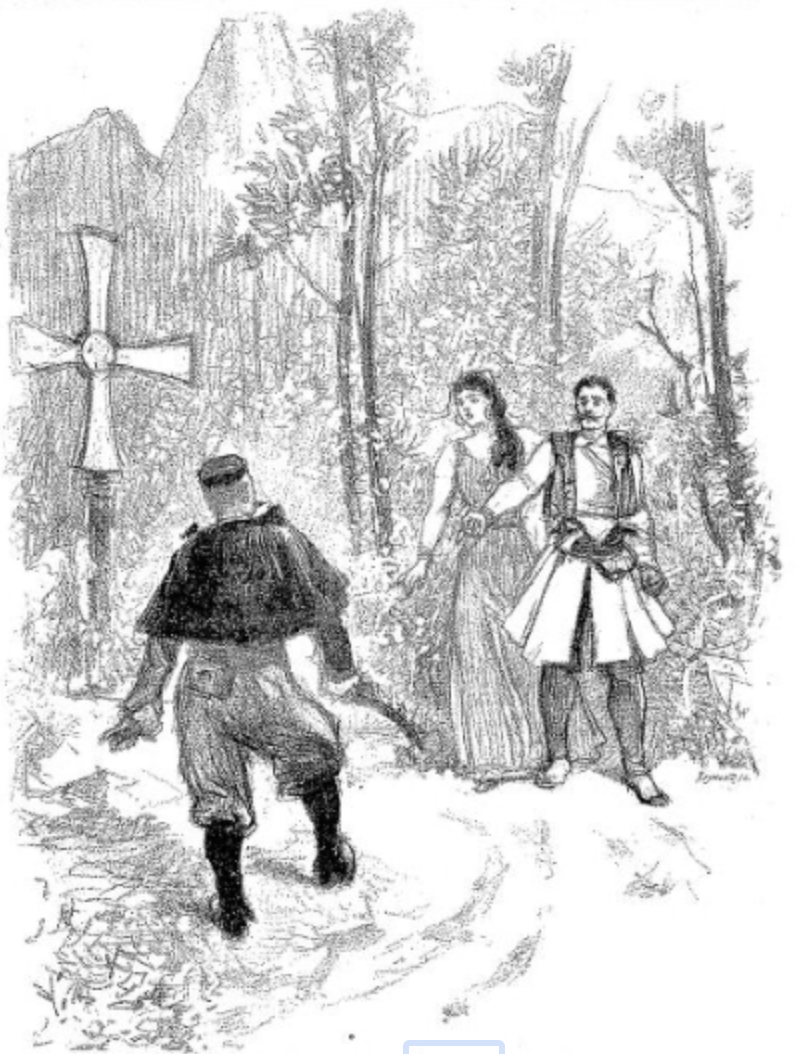
Aslar arrêtant Mirko et Yamina, dessin de Marie-Félix Hippolyte-Lucas

L'acte III a lieu dans un site sauvage dans la montagne. Les deux amants sont aux bras l'un de l'autre. Yamina, morte de fatigue, s'endort, tandis que Mirko veille sur elle. Tout à coup, Aslar paraît. Il reproche à son frère sa trahison. Mirko, que ses paroles ont ému, consent à le suivre, après un dernier baiser donné à la Yamina toujours endormie. Comme Aslar aurait pu le prévoir, ce baiser réveille Yamina. Celle-ci n'a pas grande peine à ressaisir le jeune Monténégrin, ce qui met Aslar dans la plus violente colère. Au cours de la discussion, la jeune femme frappe traîtreusement celui dont la venue a contrecarré ses projets. Par bonheur, le coup a été mal porté et, quand les « hommes de la montagne » accourent aux cris de Mirko désespéré, tout danger semble écarté. Tandis que la scène se vide, Yamina jure de se venger. 

### Acte IV
Le premier tableau de l'acte IV se passe dans un jardin bordant la demeure de Yamina, sur la frontière de la Turquie, le second présente les lieux après le combat. Mirko, plus amoureux que jamais, est au pouvoir de la belle ensorceleuse dont le baiser le brûle. Des chanteuses et des almées encadrent ravissamment le tableau. La situation de l'acte précédent se reproduit. Aslar, qui a éprouvé une fois encore le besoin de relancer Mirko, arrive en trouble-fête. Seulement, cette fois, il évite de se laisser frapper et, voyant que ses supplications restent vaines, il tue son frère d'armes pour sauver son âme et retourne ensuite l'arme contre lui-même. 

## Critique
La réception fut mitigée, voire un échec, notamment dû à la faiblesse de la partition et du livret. Claude Debussy en parle dans son livre Monsieur Croche et autres écrits : « Un opéra : La Montagne noire, n'eut point de succès ; ça n'a aucune importance et ne peut faire oublier ce qu'on lui doit de musique charmante et robuste ». Si La Montagne noire est un échec, il ne fait cependant pas oublier les succès des symphonies d'Augusta Holmès (Roland furieux et Lutèce) ou ses différents poèmes symphoniques (Hymne à Apollon, Les Argonautes, Irlande, Andromède et Pologne). 

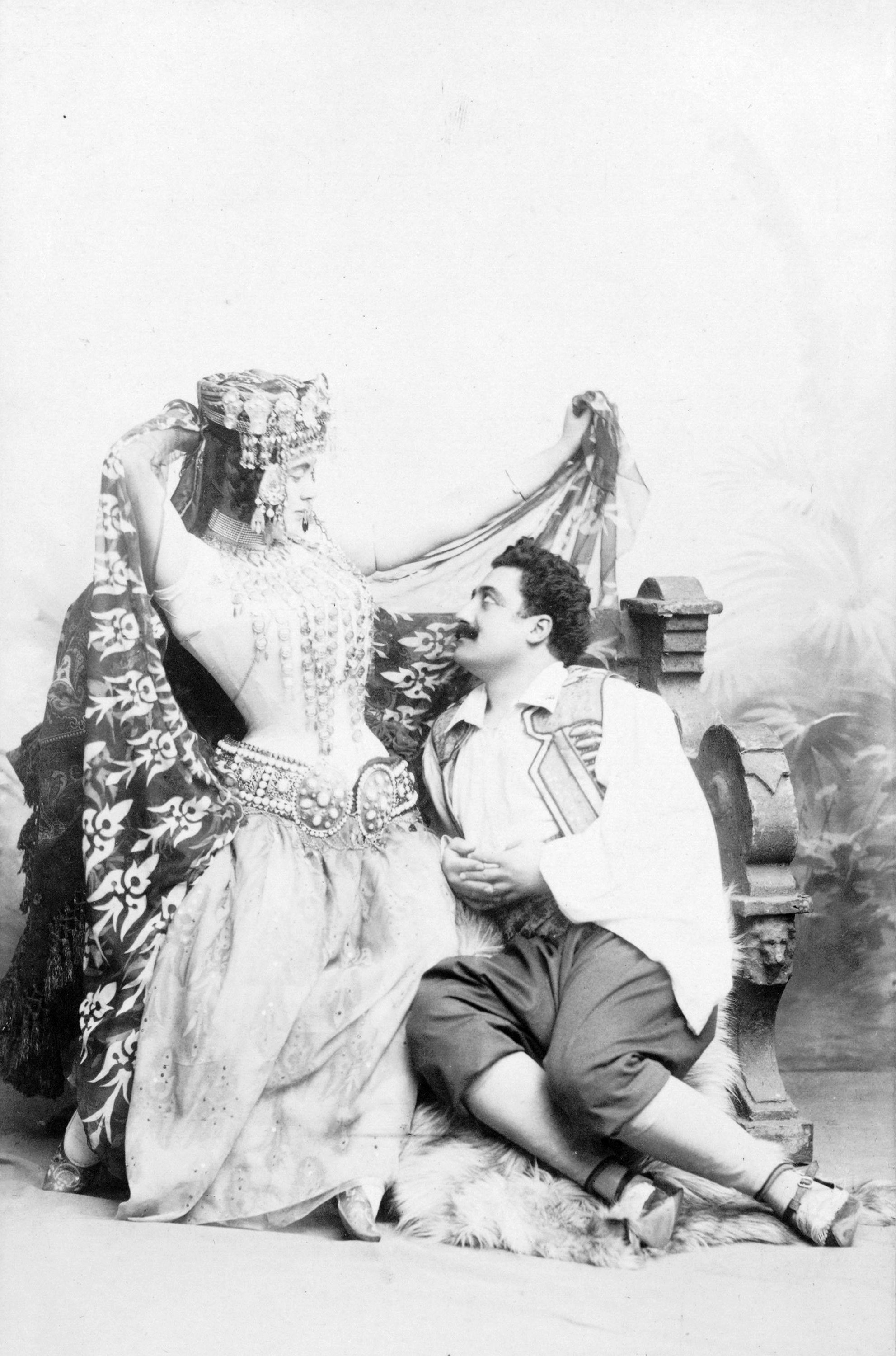
Maurice Renaud et Lucienne Bréval dans La Montagne noire.

Les interprètes ont été loués, notamment Lucienne Bréval, considérée comme chanteuse et comédienne inégalable, aux irrésistibles enchantements dans le rôle de Yamina, et Meyrianne Héglon, véritable tragédienne lyrique. Albert Alvarez et Maurice Renaud sont aussi félicités.
Plusieurs magazines en rapportent la critique, dont le Monde artistique, qui en fait une critique étoffée. Citant Camille Saint-Saëns à propos des Argonautes de la compositrice, qu'il avait lui-même apprécié, Fernand Le Borne est cependant mitigé quant à l'opéra d'Augusta Holmès. Il décrit l'œuvre comme un ensemble de « sentiments héroïques contrastant avec des scènes voluptueuses », mais note qu'il y a une nette différence entre l'opéra et le poème symphonique. Si l'orchestration n'a pas perdu de sa fougue entre 1880 et 1884, l'auteur constate néanmoins une perte de la fougue et de l'intransigeance avec laquelle la compositrice module « se contentant fréquemment de moduler avec amour de la tonique à la dominante ». Fernand Le Borne note aussi que l'orchestration ne sonne pas, restant terne et grise alors qu'elle aurait dû être lumineuse. Pour lui, la pâte instrumentale manque de corps, avec une perte des harmonies médiantes, laissant les graves et les aigües à découvert. Il y a aussi une dissonance entre l'orchestration et la situation sur scène. Si le critique souligne la présence de motif, il doute cependant que la compositrice les a utilisés à la façon des Leitmotive wagnériens. Le drame lyrique serait donc pour lui plus proche d'un opéra, laissant une œuvre ordinaire, manquant de modernité et de personnalité.

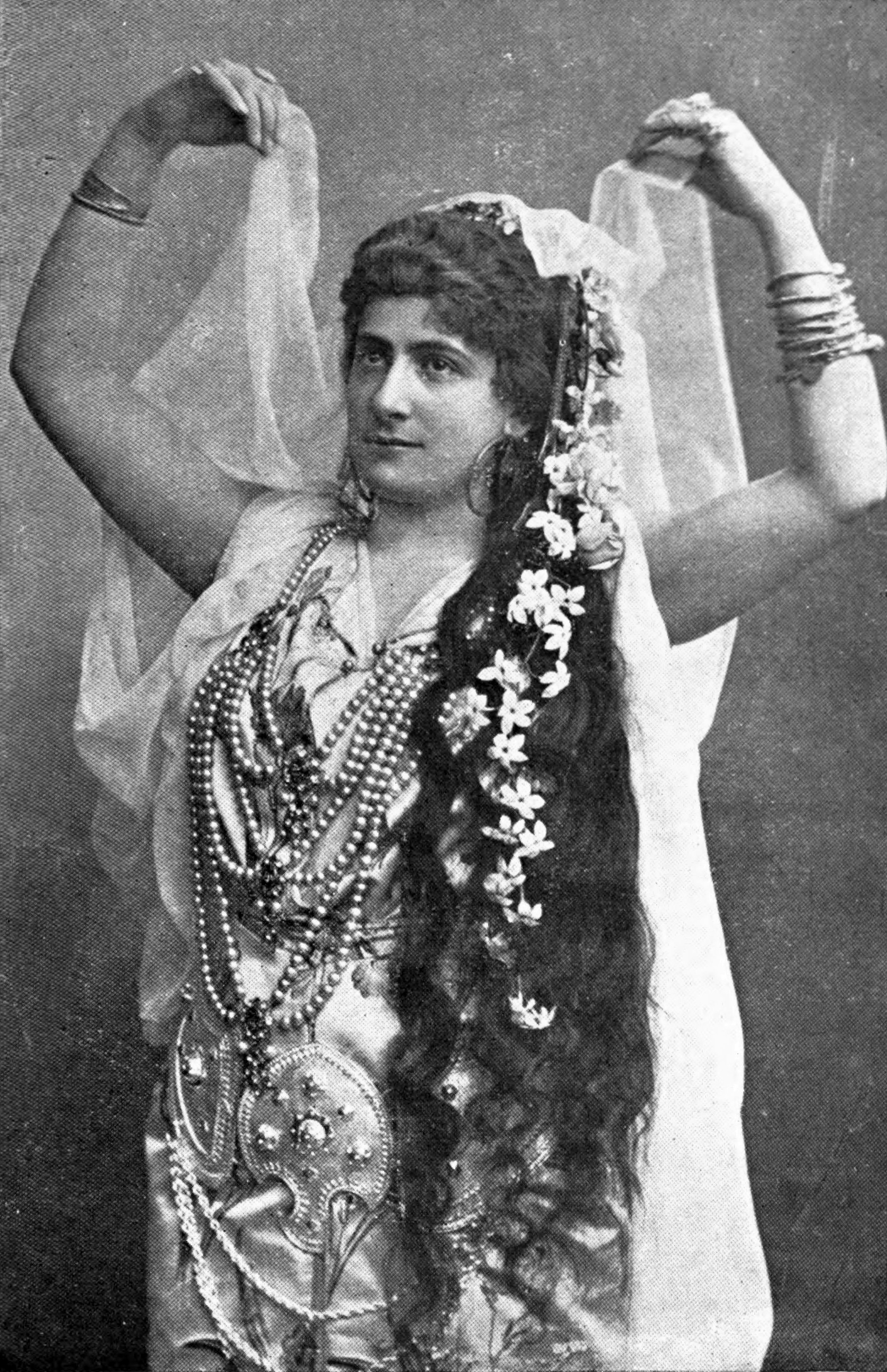
Lucienne Bréval dans le rôle de Yamina dans La Montagne noire.

Selon Arthur Pougin, dans Le Ménestrel, les meilleures pages sont les passages de douceur, de grâce et de tendresse, tandis que les pages qui se veulent énergiques ne sont que bruyantes et banales, à l'exception de la scène d'introduction du premier acte. L'un des passages les plus réussis est l'air de Yamina, proche du lied, « Près des flots d'une mer bleue et lente » au deuxième acte, qui illustre les plaintes de la captive regrettant son pays natal. Il en va de même pour le duo de Mirko et Yamina du troisième acte, lors de leur arrivée dans la forêt. Hormis ces passages, l'auteur souligne le manque d'élan, d'énergie et d'expression de l'ensemble de la pièce, rendant un drame inégal. 
Georges d'Heylli publie, dans la Gazette anecdotique : « Mme Holmès a peut-être présumé de ses forces en cherchant à triompher à la fois comme librettiste et comme musicienne », lui refusant le titre d'auteur dramatique et qualifiant son opéra de sévère, bien qu'il concède quelques scènes habilement traitées, et plusieurs mélodies très bienvenues.
Pour Ély-Edmond Grimard, l'échec de cet opéra est notamment dû à la faiblesse du livret écrit par la compositrice. Il écrit dans Les Annales politiques et littéraires que contrairement à Richard Wagner, qu'elle imite, elle évoque l'histoire et non la légende. Selon l'auteur, l'adaptation est banale, et l'intrigue médiocre. La musique, parfois lyrique manque le plus souvent d'énergie. Il rajoute que l'instrumentation est loin de rappeler celle de Richard Wagner ou de César Franck mais rappelle parfois brièvement Jules Massenet dans Le Roi de Lahore. L'interprétation est bonne, et il note simplement les qualités vocales et plastiques de Lucienne Bréval et Lucie Berthet.

## Reprises
On doit au Centre de musique romantique française, le Palazzetto Bru Zane et à l'Opéra de Dortmund, la reprise de l'œuvre lors d'une série de représentations de janvier à mai 2024. La mise en scène est de Emily Hehl, les costumes d’Emma Gaudiano s'inspirent du folklore local et l'orchestre de l'Opéra de Dortmund est placé sous la direction de Motonori Kobayashi. La distribution réunit Aude Extrémo (Yamina), Sergey Radchenko (Mirko), Mandla Mndebele (Asla).